# سوني جوزيف
سوني جوزيف (بالإنجليزية: Sunny Joseph) هو سياسي هندي، ولد في 18 أغسطس 1952. حزبياً، نشط في المؤتمر الوطني الهندي. وقد انتخب عضو المجلس التشريعي ولاية كيرالا عن دائرة Peravoor Assembly constituency ‏.